# Tử hình

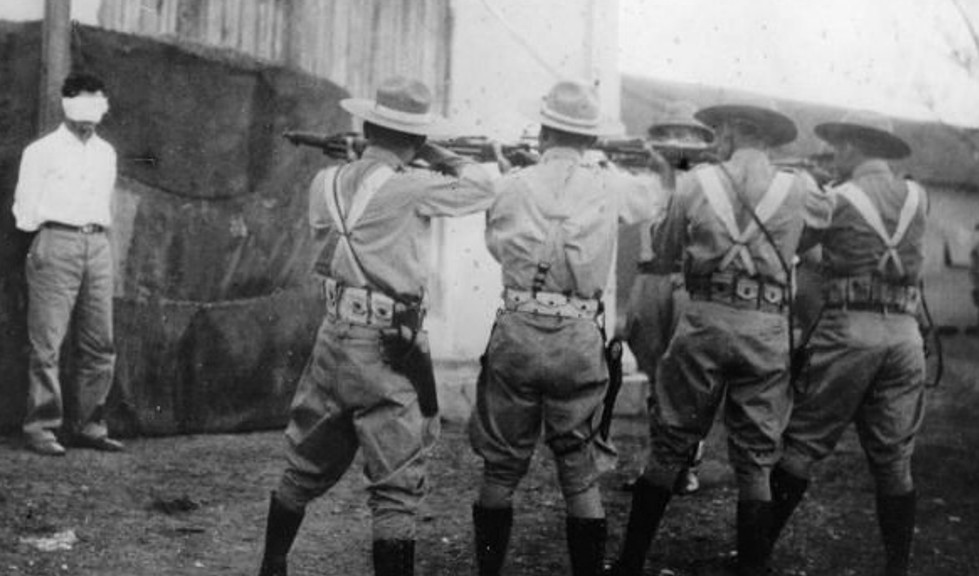
Một người cộng sản đối lập chính quyền bị tử hình ở Cuba, trong thời kỳ Cách mạng Cuba (1956).

Tử hình, án tử hình hay án tử (tiếng Anh: capital punishment, judicial homicide, execution, death sentence, death penalty) là việc hành quyết một người theo một quy trình luật pháp. Những người bị án tử hình được gọi là tử tù.
Đại hội đồng Liên Hợp Quốc đã thông qua, trong năm 2007, 2008, 2010, 2012 và năm 2014, các nghị quyết không ràng buộc kêu gọi đình chỉ tử hình toàn cầu, nhằm cuối cùng bãi bỏ. Tại các quốc gia thành viên EU, theo Hiệp ước Lisbon, Điều 2 của Hiến chương các Quyền Căn bản của Liên minh châu Âu cấm hình phạt tử hình. Ngoài ra, hội đồng châu Âu, mà có 47 quốc gia thành viên, cấm các quốc gia thành viên áp dụng luật tử hình. Ngược lại, nhiều quốc gia như Trung Quốc, Hoa Kỳ, Nhật Bản, Singapore, Hàn Quốc... vẫn sẽ duy trì án tử hình với mục đích tạo hình phạt đủ sức răn đe với các loại tội phạm nghiêm trọng, nhằm đảm bảo an ninh chung cho xã hội. Hơn 65% dân số thế giới sống tại các quốc gia nơi có án tử hình, và 4 quốc gia đông dân nhất thế giới (Cộng hoà Nhân dân Trung Hoa, Ấn Độ, Hoa Kỳ và Indonesia) vẫn đang áp dụng hình phạt tử hình và sẽ không xoá bỏ nó trong một tương lai gần.
Tính đến đầu năm 2016, 65 quốc gia vẫn còn hình phạt tử hình, 103 quốc gia đã hoàn toàn bãi bỏ hình phạt này, 6 nước bãi bỏ cho những tội thông thường (chỉ tuyên tử hình với những tội đặc biệt như tội phạm chiến tranh, tội phản quốc, giết người hàng loạt), và 30 nước vẫn còn án tử hình nhưng đã lâu không áp dụng.

## Từ nguyên
Chữ "tử hình" có nguồn gốc từ Hán Việt 死刑 (pinyin: sǐxíng), có nghĩa là hình phạt chết.

## Một số cách tử hình
| Tên phương pháp                    | Mô tả |
| ---------------------------------- | --- |
| Phương pháp hiện đại               | |
| Treo cổ                            | Một trong hai phương pháp tử hình phổ biến nhất, vẫn được sử dụng ở nhiều quốc gia. Việc treo cổ thường có tính toán, sao cho tử tù gãy đốt sống cổ và mất ý thức ngay lập tức nhằm tránh đau đớn. |
| Xử bắn                             | Một trong hai phương pháp tử hình phổ biến nhất. Phương pháp này được sử dụng tại nhiều quốc gia nhưng nhiều nhất là Trung Quốc và Ấn Độ. Cách tử hình này được chọn nhiều vì dễ chuẩn bị vì có sẵn súng và gây chết nhanh vì bị bắn vào các nội tạng quan trọng. |
| Tiêm thuốc độc                     | Được sử dụng lần đầu tiên tại Hoa Kỳ vào năm 1982, hình thức tử hình này hiện được áp dụng tại Trung Quốc, Guatemala, Maldives, Nigeria, Đài Loan, Thái Lan, và Việt Nam. |
| Ghế điện                           | Chỉ có Hoa Kỳ và Philippines đã từng sử dụng phương pháp này. Hiện tại vẫn còn hợp pháp ở một số tiểu bang Hoa Kỳ nhưng hầu hết chỉ sử dụng để thay thế việc tiêm thuốc độc theo yêu cầu của tử tù hoặc nếu không thể tiêm thuốc độc, trừ bang South Carolina vẫn áp dụng ghế điện làm phương pháp tử hình chính. |
| Phòng hơi ngạt                     | Chỉ có Hoa Kỳ và Litva từng sử dụng phương pháp này. Hiện tại vẫn còn hợp pháp ở một số tiểu bang Hoa Kỳ nhưng hầu hết chỉ sử dụng để thay thế việc tiêm thuốc độc theo yêu cầu của tử tù hoặc nếu không thể tiêm thuốc độc. Cũng được sử dụng ở Đức Quốc xã trong Thế chiến II như một vũ khí giết người hàng loạt. |
| Chém đầu                           | Đã được sử dụng tại các thời điểm khác nhau trong lịch sử ở nhiều quốc gia. Một trong những hình thức nổi tiếng nhất là thực hiện bằng máy chém. Ngày nay chỉ còn sử dụng ở Ả Rập Saudi với hình thức chém bằng kiếm. |
| Ném đá                             | Tử tù bị nhiều người ném đá đến chết. Hiện tại còn áp dụng ở Afghanistan, Brunei, Iran, Mauritania, Bắc Nigeria, Ả Rập Saudi, Sudan và Yemen. |
| Ngạt khí nitơ                      | Gây chết người bằng khí nitơ, dẫn đến thiếu oxy. Lần đầu sử dụng vào năm 2024 tại Hoa Kỳ, hiện tại đang hợp pháp tại một số tiểu bang theo yêu cầu của tử tù. |
| Phương pháp cổ đại                 | |
| Đóng đinh                          | Đóng đinh vào cây thập giá bằng gỗ hoặc vật tương tự (như cây), khiến cho tử tù chết dần. |
| Hơi ngạt                           | Dùng cacbon monoxit gây ngộ độc bằng cách đốt than trong phòng kín. |
| Siết cổ                            | Gây chết người bẳng cách siết/bóp cổ tử tù, khiến tử tù ngạt thở mà chết. |
| Bỏ đói/ Làm mất nước               | Giam cầm tử tù mà không cho ăn hoặc uống, làm cho tử tù chết dần do đói hoặc mất nước. |
| Tùng xẻo                           | Phương pháp cắt bỏ các phần của cơ thể trong một thời gian dài, điển hình là bằng dao, cuối cùng dẫn đến tử vong. Còn được gọi là "lăng trì". |
| Scaphism                           | Một phương thức hành hình ở Đế quốc Ba Tư cổ đại, trong đó người bị kết án được đặt ở giữa hai chiếc thuyền, buộc ăn một hỗn hợp mật ong và sữa và trôi nổi trong một cái ao tù đọng. Nạn nhân sau đó sẽ bị tiêu chảy nghiêm trọng, sẽ thu hút côn trùng đào hang, làm tổ và ăn thịt nạn nhân. Nạn nhân cuối cùng sẽ chết vì sốc nhiễm trùng. |
| Xẻ đôi người                       | (lịch sử tranh chấp) |
| Con lắc                            | Một loại máy có đầu rìu cắt gần thân của nạn nhân theo thời gian. (lịch sử tranh chấp.) |
| Ngộ độc                            | Trước thời hiện đại, sayak (사약, 賜藥) là phương pháp trừng phạt tư bản của quý tộc (lưỡng ban) và các thành viên của hoàng gia trong nhà Triều Tiên ở Triều Tiên bởi vì Nho giáo niềm tin rằng người ta có thể giết một seonbi nhưng không thể xúc phạm anh ta (사가살불가욕, 士可殺不可辱). Làm ngộ độc do uống sâm độc đã được sử dụng như một phương pháp tử hình ở Hy Lạp cổ đại. |
| Poena cullei                       | Theo các tài liệu ghi chép thì nó được sử dụng ở đế chế La Mã. Người bị kết án bị nhét vào bao tải cùng với một số động vật và ném vào nước. |
| Kim loại nóng chảy hoặc đun nóng   | Marcus Licinius Crassus và Pavlo Pavliuk được cho là bị giết chết bằng cách này. Phương pháp hành hình này được sử dụng cho những người khao khát sự giàu có bằng cách đổ xuống cổ hoặc cho những người muốn làm vua bằng cách đổ kim loại lên đầu. Thay phiên nhau, một vương miện và vương trượng nóng có thể được đặt lên trên đầu để làm cho nạn nhân hiện diện như sự nhại lại của một vị vua. Trong tiếng Ukraina, đây được gọi là cái chết bởi trò hề.                                        |
| Keelhaul                           | Phương pháp tử hình của hàng hải châu Âu. Người thủy thủ bị trói vào một đường vòng bên dưới con tàu, bị ném xuống một bên của con tàu và bị kéo lê dưới thân tàu, từ một bên của con tàu sang bên kia hoặc theo chiều dài của con tàu (từ mũi đến đuôi tàu). |
| Đâm chết                           | Đâm thủng người bởi một vật thể như cọc, cột, giáo hoặc móc, thường là đâm thủng hoàn toàn hoặc một phần cơ thể. |
| Chôn sống trong tường              | Giam cầm một người bằng cách chặn mọi lối thoát hiểm; vì chúng thường được giữ sống qua một lần mở, đây là một dạng tù chung thân hơn là hình phạt tử hình (ví dụ: nữ bá tước Báthory Erzsébet, người sống thêm bốn lần nữa năm sau khi bị thi hành). |
| Gibbet                             | Gibbet liên quan đến việc sử dụng cấu trúc kiểu giá treo cổ mà nạn nhân thường được đặt trong một cái lồng sau đó được treo ở một địa điểm công cộng và nạn nhân bị bỏ mặc để ngăn chặn những tội phạm hiện có hoặc tiềm năng khác. |
| Garrote                            | Được sử dụng phổ biến nhất tại Tây Ban Nha và ở các thuộc địa cũ của Tây Ban Nha (ví dụ: Philippines), được sử dụng để bóp nghẹt hoặc bóp cổ ai đó. |
| Lột da                             | Da được loại bỏ khỏi cơ thể. |
| Thả rơi                            | Nạn nhân bị ném xuống từ một độ cao hoặc vào một lỗ rỗng (ví dụ: Barathron ở Athens, trong đó các tướng lĩnh Athens bị kết án vì tham gia trận Arginusae). Ở Argentina trong Chiến tranh bẩn thỉu, những người cưỡng bức mất tích sau đó bị đánh thuốc mê và ném từ máy bay xuống đại dương. |
| Treo, kéo lê lết và phân thành bốn | Phương pháp xử tử những người Anh bị kết tội phản quốc cao. |
| Nhấn chìm                          | • Tử hình bằng cách làm chết đuối, được chứng thực từ rất sớm trong lịch sử tại với nhiều nền văn hóa lớn và là phương thức xử tử đối với nhiều loại tội phạm. • Nhà nước IS đã thực hiện nhấn chìm một số tù binh trong lồng sắt và quay clip tuyên truyền. |
| Tứ mã phân thây/ ngũ mã phanh thây | Bị kéo và tứ phân dẫn đến mất nhận thức. Lưu ý: điều này đã được sử dụng kết hợp, chẳng hạn như treo, kéo lê và phân xác. |
| Rút ruột ra                        | Thường được sử dụng làm giai đoạn sơ bộ để thực hiện phần chính, ví dụ: bằng cách chặt đầu; một phần không thể thiếu của seppuku (harakiri), đôi khi được sử dụng như một hình thức tử hình. |
| Chà đạp/nghiền nát                 | Bằng một vật nặng, làm một cách đột ngột hoặc từ từ. |
| Chôn sống                          | • Khoảng 524-528 giới cầm quyền Hỏa giáo ở Iran đã chôn sống 3.000 tín đồ Mazdak giáo với bàn chân hướng lên trên để thể hiện cảnh tượng của một "khu vườn người". • Cách thức trừng phạt truyền thống cho các trinh nữ Vesta (Vestal virgin) phá vỡ lời thề. |
| Thiêu sống                         | Khét tiếng nhất là một phương thức hành hình của các dị giáo và phù thủy. Một phương pháp thực hiện chậm hơn, dùng các mảnh gỗ đốt đơn lẻ, đã được người Mỹ bản địa sử dụng để tra tấn tù nhân của họ cho đến chết. |
| Đại bàng máu                       | (tiếng Anh: blood Eagle) Cắt da của nạn nhân bằng vuốt nhọn, phá vỡ xương sườn khiến nạn nhân giống như có đôi cánh dính máu trên lưng và kéo phổi ra khỏi vết thương ở lưng nạn nhân. Có thể đã được sử dụng bởi người Viking. |
| Luộc đến chết                      | Hình phạt này được thực hiện bằng cách cho nạn nhân vào trong một cái vạc lớn chứa đầy nước, dầu, nhựa đường, mỡ động vật đun lên hoặc thậm chí là chì nóng chảy. |
| Con bò đồng                        | Bị đẩy vào bên trong một bức tượng bò bằng sắt và sau đó nấu chín bằng ngọn lửa được thắp sáng ở phía dưới nó. |
| Hành hình bằng bánh xe             | Còn được gọi là bánh xe Catherine, Catarina thành Alexandria được cho là đã bị kết án tử hình bằng phương pháp này. |
| Động vật                           | - Voi giày - Nuốt chửng bởi động vật, (ví dụ: bị ném cho sư tử ăn thịt, ngoài ra cũng có cá sấu mõm ngắn, cá sấu, cá răng đao và cá mập) - Rắn cắn - Bị xé xác bằng ngựa (chẳng hạn: Tứ mã phân thây (ngựa xé thành 4 mảnh; trong thời Trung Cổ ở châu Âu và Trung Quốc cổ đại, sử dụng 4 con ngựa buộc dây vào các bộ phận của cơ thể như tay, chân...; có biến thể Ngũ mã phân thây với 1 con ngựa buộc vào cổ) - Chà đạp bằng ngựa (ví dụ: Al-Musta'sim, Caliph cuối cùng của Nhà Abbas ở Bagdad) |
| Bẻ gãy lưng                        | Phương pháp thực hiện ở Mông Cổ tránh đổ máu trên mặt đất (Ví dụ: nhà lãnh đạo Mông Cổ Trát Mộc Hợp có lẽ đã bị xử tử theo cách này vào năm 1206). |
| Tử hình bằng đại bác               | Nạn nhân bị trói chặt vào miệng một khẩu súng thần công (đại bác), sau đó bị bắn |

## Án tử hình hiện nay

Tình hình áp dụng án tử hình trên thế giới
Hủy bỏ cho tất cả mọi tội
Hủy bỏ trừ các trường hợp đặc biệt (ví dụ như tội phạm chiến tranh)
Có án tử hình, nhưng trong 10 năm qua chưa áp dụng với người nào
Đang áp dụng

Tính đến đầu năm 2016, 65 quốc gia vẫn còn luật tử hình, 103 quốc gia đã hoàn toàn bãi bỏ án phạt này, 6 nước bãi bỏ cho những tội thông thường (chỉ duy trì án tử hình trong những trường hợp đặc biệt như tội ác chiến tranh, phản quốc), và 30 còn án tử hình nhưng đã lâu không áp dụng trong thực tế.
Trong một số các quốc gia có án tử hình, nó chỉ được dùng cho tội giết người và tội liên quan đến chiến tranh. Trong một số quốc gia khác, như Trung Quốc, Indonesia, Malaysia, Singapore, Ả Rập Xê Út, Việt Nam... nó còn được áp dụng cho các tội bất bạo động như buôn lậu ma túy và tham nhũng... Nói chung, việc quy định án tử hình dành cho tội danh nào tùy thuộc vào nhu cầu an ninh và mức nghiêm trọng của các loại tội danh tại quốc gia đó.
Ví dụ như Singapore có những quy định tử hình rất nghiêm khắc đối với tội phạm ma túy. Cụ thể những đối tượng mang theo các chất sau với khối lượng tương ứng sẽ bị kết án tử hình: heroin (từ 15 g trở lên), cocaine (từ 30 g trở lên), morphine (từ 30 g trở lên), hashish (từ 200 g trở lên), methamphetamine (từ 250 g trở lên), cần sa (từ 500 g trở lên) và thuốc phiện (từ 1.200 g trở lên). Với những quy định nghiêm khắc bậc nhất thế giới về kiểm soát ma túy, người Singapore tự hào với tỉ lệ nghiện ma túy tại nước họ thấp hơn rất nhiều so với các quốc gia khác.

### Tranh luận
Tổ chức Ân xá quốc tế khuyến khích các quốc gia bãi bỏ án tử hình, Đại hội đồng Liên Hợp Quốc đã thông qua, trong năm 2007, 2008, 2010, 2012 và năm 2014, các nghị quyết không ràng buộc kêu gọi đình chỉ tử hình toàn cầu, nhằm cuối cùng bãi bỏ. Tại các quốc gia thành viên EU, theo Hiệp ước Lisbon, Điều 2 của Hiến chương các Quyền Căn bản của Liên minh châu Âu cấm hình phạt tử hình. Ngoài ra, hội đồng châu Âu, mà có 47 quốc gia thành viên, cấm các quốc gia thành viên áp dụng luật tử hình.
Ngược lại, nhiều quốc gia tuyên bố sẽ duy trì án tử hình với mục đích tạo hình phạt đủ sức răn đe với các loại tội phạm nghiêm trọng, nhằm đảm bảo an ninh chung cho xã hội. Lập luận này dựa trên các phân tích sau:
- Nếu dựa vào Điều 3 "Tuyên ngôn quốc tế về nhân quyền" (rằng "Mọi người đều có quyền sống, tự do và được bảo vệ an toàn") để diễn giải rằng việc sử dụng hình phạt tử hình là vi phạm nhân quyền thì diễn giải đó là vô lý. Bởi vì, nếu tử hình một ai đó tức là "vi phạm quyền sống" và phải xóa bỏ bản án này, thì đồng thời chính phủ các nước cũng phải xóa bỏ các trại giam tội phạm vì khi giam giữ một ai đó cũng là sự vi phạm "quyền tự do".
- Mặt khác, khoản 2 Điều 6 của Công ước quốc tế về các quyền dân sự và chính trị năm 1966 quy định: "Ở những quốc gia chưa xóa bỏ hình phạt tử hình thì chỉ được phép áp dụng đối với những tội nghiêm trọng nhất…". Điều này cho thấy, công ước thừa nhận ở những quốc gia khác nhau, tùy theo điều kiện cụ thể mà có thể duy trì hình phạt tử hình "với những tội nghiêm trọng nhất", và thế nào là "những tội nghiêm trọng nhất" cũng không có khái niệm cụ thể mà đó là nội bộ mỗi quốc gia tự quyết định.
- Tính nhân đạo của pháp luật phải dung hòa lợi ích của xã hội và lợi ích của người phạm tội. Việc đề cao lợi ích của người phạm tội mà quên đi lợi ích của toàn xã hội không thể xem là thỏa mãn nguyên tắc nhân đạo của pháp luật. Một người phạm tội rất nghiêm trọng, gây thiệt hại đặc biệt nghiêm trọng và còn tiếp tục đe dọa đến sự an toàn của xã hội, thì việc nhân đạo đối với tội phạm chính là vô nhân đạo đối với toàn thể cộng đồng xã hội.

## Báo cáo năm 2017
Tổ chức Ân xá Quốc tế báo cáo, năm 2016, có 1.032 vụ tử hình được ghi nhận, nhưng con số thực sự sẽ cao hơn nhiều (do nhiều nước không công bố số liệu hoặc thống kê không đầy đủ), con số này giảm 37% so với năm trước. Benin và Nauru hủy bỏ luật tử hình. Tổng cộng 141 nước đã hủy bỏ luật tử hình hoặc đã lâu không thi hành nó nữa. Đối với Việt Nam, theo dữ liệu Bộ Công an từ tháng 8 năm 2013 đến 30 tháng 6 năm 2016 có 429 người bị xử tử hình, và như vậy trở thành nước có số án tử hình nhiều thứ 3 sau Trung Quốc và Iran.